# Вінницький обласний художній музей
Вінницький обласний художній музей — обласний художній музей у місті Вінниці, скорочена назва ВОХМ. Розташований на території архітектурного комплексу XVII століття «Мури» в пристосованому двоповерховому приміщенні.

## Історія музею

### Заснування
Вінницький обласний художній музей був заснований у 1987 році на основі художнього відділу Вінницького обласного краєзнавчого музею (постанова Ради Міністрів УРСР за №328). Під новостворений музей відвели будівлю, в якій до цього розташовувалася будівельна організація. Експонати музею становили 3000 одиниць і повний штат наукових співробітників. У 1993 році, після ремонту та перебудови приміщення, художній музей відкрив свою оновлену експозицію для відвідувачів. У 2000 році в листі Міністерства культури і мистецтв України за № 11-3608/17 Вінницький обласний художній музей був визнаний одним із провідних музеїв України.
Ініціатором створення музею та беззмінним, багаторічним директором музею став Заслужений діяч мистецтв України Ілля Васильович Безбах (1945-2017). За роки роботи музею, за його ініціативи протягом 1988 року було створено філії: Ямпільський художній музей, Шаргородський художній музей. У 1989 році — Новоселівський гончарний музей ім.  братів Герасименків. У липні 2005 року в Староміському районі Вінниці було відкрито науково-дослідний відділ художнього музею — Музей гончарного мистецтва О. Г. Луцишина. Фондова колекція музею розрослася до 10 тис. експонатів.

### Історія
Основною збіркою художнього музею стало зібрання, заснованого в 1918 році «Подільського обласного художньо-промислового і наукового музею». Відкритий для відвідування 1919 року як історико-побутовий музей. 5 травня 1919 року була відкрита виставка приватних колекцій, яка отримала назву «Народний музей». В основу його колекції були покладені музейні зібрання Вінницького повітового земства, Подільського товариства сільського господарства та сільськогосподарської промисловості, приватні збірки членів Подільського товариства охорони історичних пам'яток. Біля витоків створення музею у Вінниці стояли художники В. Ф. Коренев, Г. В. Брілінг.
У середині 1920 року до збірки музею серед інших потрапила надзвичайно багата колекція художніх цінностей з Немирівського палацу княгині М. Г. Щербатової (з роду Строганових - Потоцьких), зокрема, полотна майстрів Західної та Східної Європи XVII—XIX століть. Крім цього, до музею було передано зібрання, що раніше належали Грохольським.
З 1921 по 1923 рік директором Вінницького художнього музею був художник Степан Слободянюк-Подолян, він же передав музею свою колекцію монет, книг та картин. 

### Споруда музею
Музей розташований в історичній будівлі на території комплексу «Мури» — комплекс оборонних і монастирських споруд XVII століття у Вінниці. Мури возведені у XVII столітті монахами-єзуїтами, ставши головною оборонною спорудою міста. Пізніше поруч були прибудовані домініканський монастир з костелом. На жаль, приміщення музею не дозволяє виставити усі експонати, які є у фондах. Значною мірою брак експозиційних площ був компенсований створенням у 2005 році нової постійнодіючої експозиції, до якої ввійшло близько 300 творів XVII – XX століття живопису, скульптури, бронзи, порцеляни, дорогоцінних металів та каміння західноєвропейських, українських, російських авторів, а також східних майстрів — Японії, Китаю, Персії.

## Фонди музею
У музейній збірці Вінницького обласного художнього музею 7 315 експонатів XVII—XX століть. 

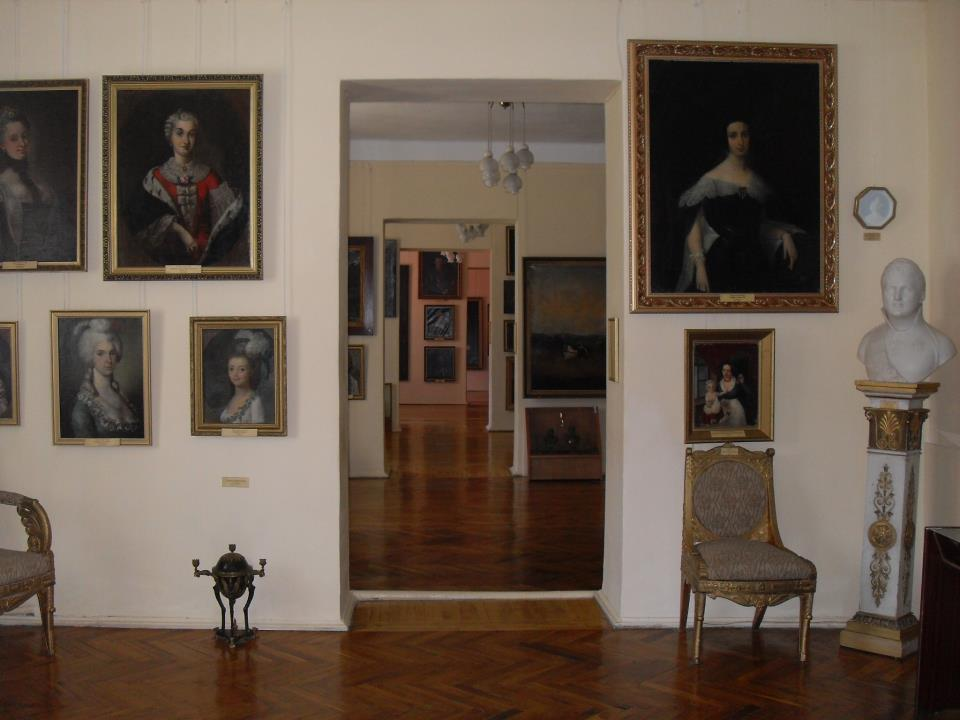
Експозиція ВОХМ

У картинній галереї музею експонуються твори таких художників як: Теодор Ромбоутс, Ф. Воуверман, Е. Бертьє, Марчелло Бачареллі, Ж. Лампі Старшого, Р. Шустера, Б. Роде, А. Шрейєр, Л. Майє, О. Фроммель, Олександр Рослін, М. Квадаль, Г. Кюгельген, Я. Мізевич, І. Ясинський, П. Стахевич, Ян Засідатель, В. Смоковський, Л. Горовиця, Ю. Сімлер, Т. Гольпайн, Ілля Репін, В. Полєнов, Карл Брюллов, К. Савицький, І. Козаков, І. Світлицький, Є. Буковецький, А. Кайгородов, П. Нілус, Олекса Новаківський, В. Орловський, А. Маневича, Г. Головков та інших визначних митців, у тому числі і сучасних.

 

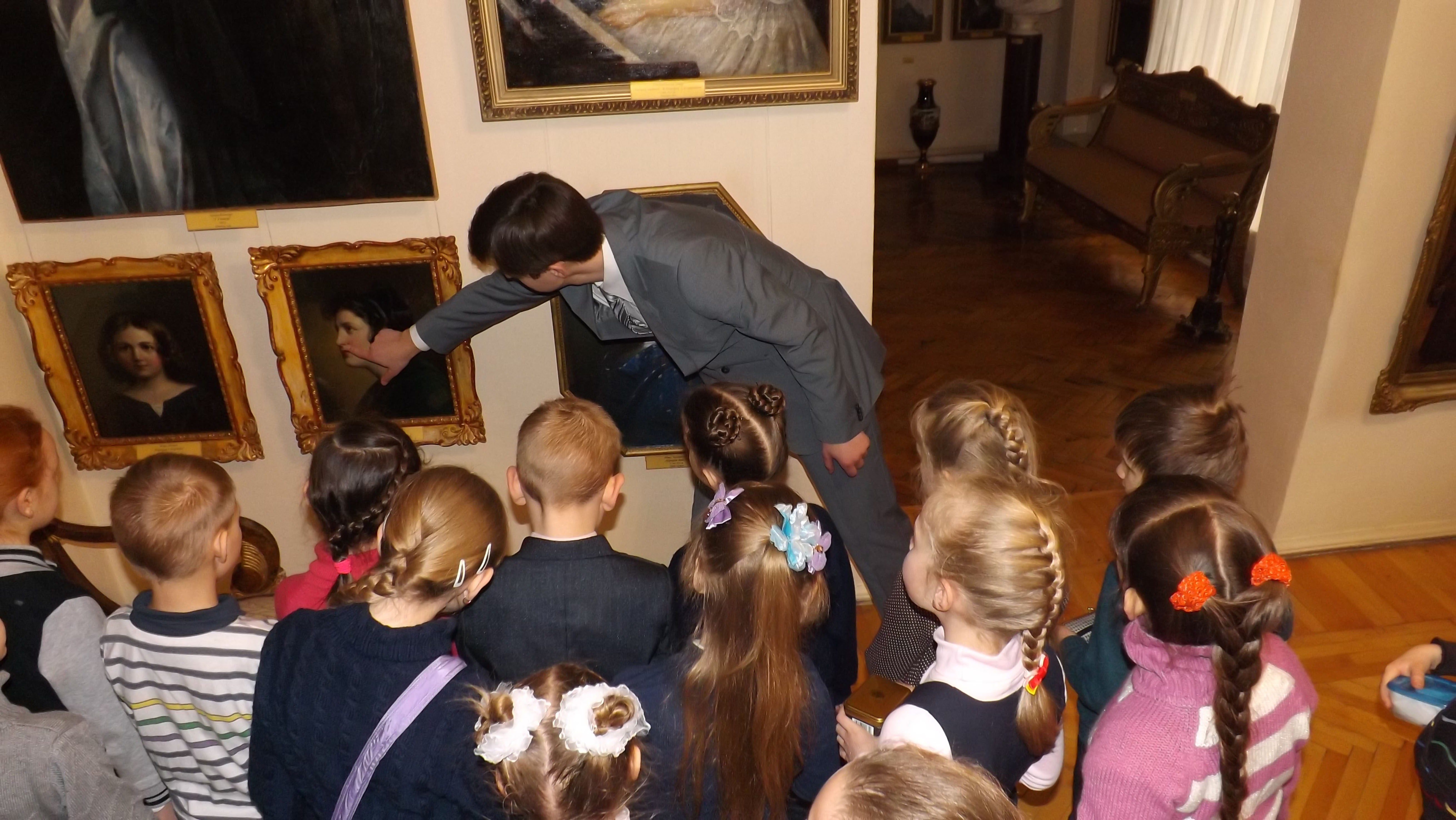
Європейська Ніч музеїв у Вінницькому обласному художньому музеї

Вагому частину збірки музею складає колекція графіки XVIII—XX ст., репрезентована творами видатних майстрів: Ж.-П. Норблена, О. Орловського, К. Тінті, Д. Вольпато, Н. Орди, К. Трутовського, В. Касіяна, Г.  Якутовича та інших. У музейній збірці є унікальна колекція італійської майоліки XVII століття, вироби порцелянових заводів Західної Європи, України та Росії XVII—XX століть, скульптура, старовинні меблі, багата колекція народного декоративно-ужиткового мистецтва (вишивка, ткацтво, кераміка, писанка, витинанка, різьбярство, гута, розпис), станковий народний живопис, народна ікона. Досі значна частина творів потребує проведення атрибуції й реставрації.

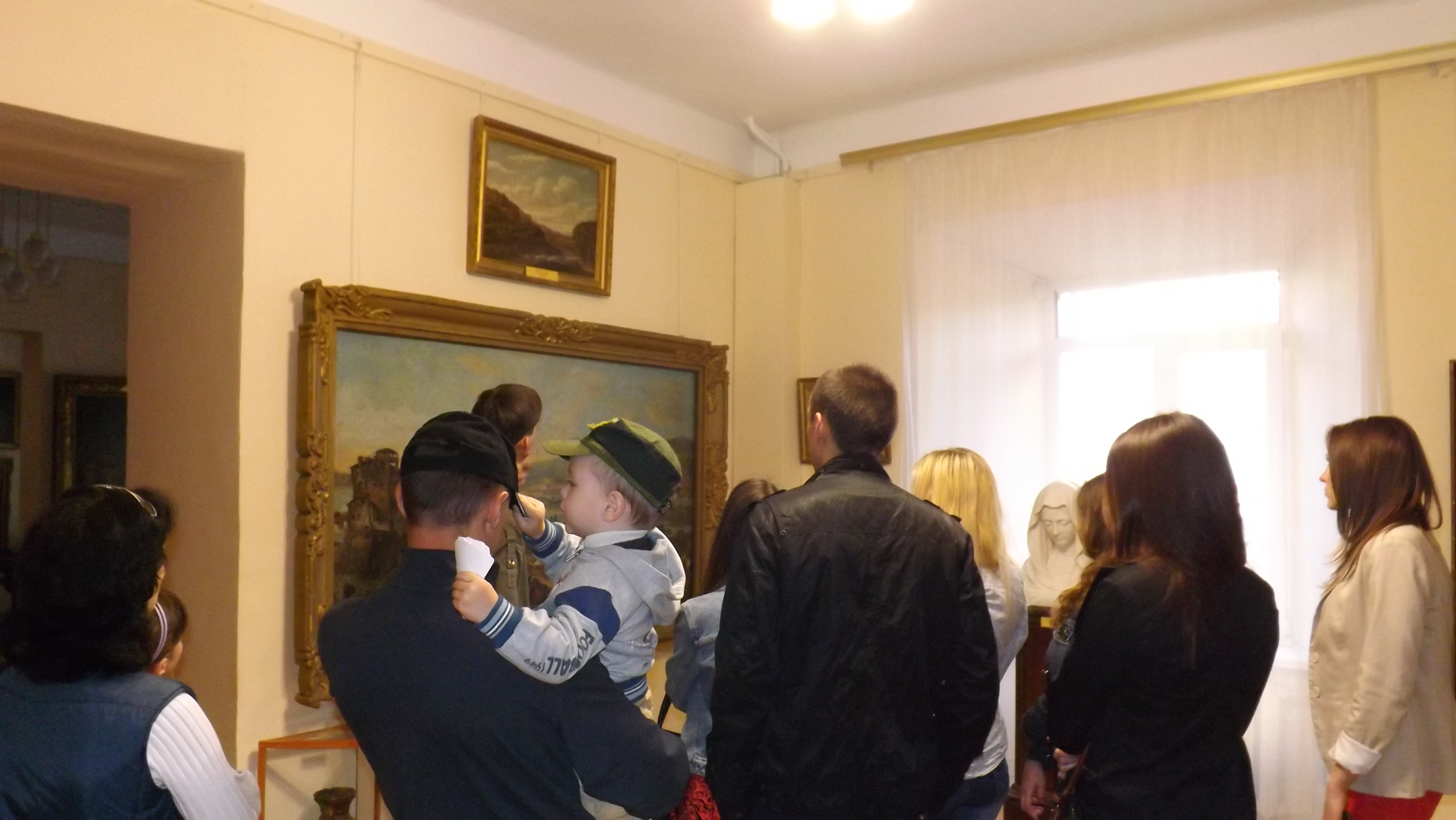
Відвідувачі Вінницького обласного художнього музею

Різні та цікаві шляхи поповнення колекції музею. До цікавих, навіть епатажних історій формування колекції можна віднести надходження творів із садиби сина відомого лікаря С. Ф. Мерінга, що знаходилася в селі Старі Прилуки. Під час проведення ремонтних робіт у тайнику однієї із старих стін будинку було виявлено справжній скарб з 6-ти полотен, серед яких твори Свєрчкова,  Ге, Святославського та інших. Полотно «Вакх», оповите таємницею приналежності до кола М. М. да Караваджо потрапило до музею з палацу Можайського в с. Вороновиця Вінницького району. Також існує припущення, що масштабний твір «Евакуація» Ф. Воувермана, можливо виконаний на замовлення нащадків Вільгельма Оранського, який очолив боротьбу за незалежність Нідерландів у XVI ст.
За роки діяльності музей поповнював свою колекцію за рахунок закупок чи подарунків художників. Зокрема, земляк-вінничанин академік Микола Гудзій заповідав музею свою колекцію з творами Костянтина Коровіна, Михайла Нестерова та інших.
У постійній експозиції музею є також розділ «Подільська народна ікона», де музейна колекція доповнена експонатами з приватного зібрання місцевого мецената та художника Володимира Козюка. Особливий інтерес викликала виставка мініатюрних портретів французьких монархів VII–XVI століття, які до 2017 року прикрашала інтер’єр Салону мистецтв музею. Ця унікальна збірка, що виконана на шовку та слоновій кістці, не раз експонувалася за кордоном, у деяких містах України, привертала пильну увагу спеціалістів та широкої аудиторії.
Твори з фондів Вінницького обласного художнього музею експонувались у Польщі, Львові, Києві, Тернополі, Хмельницькому та ряді інших міст.

### Діяльність
Крім науково-дослідницької, експозиційної, реставраційної, освітньої роботи музей впроваджує нові форми популяризації класичного та сучасного мистецтва, зокрема, через Салон мистецтв Вінницького обласного художнього музею, в основі роботи якого лежить принцип «синтезу мистецтв», тому тут виступали в ряді творчих проектів такі видатні митці: народний артист України А. Солов'яненко (вокал), Посол Франції в Україні Домінік Шассар (скрипка), заслужений артист України А. Кащенко (фортепіано), народний артист України, професор М. Степаненко, заслужений діяч мистецтв України, професор Рада Лисенко, заслужені артисти України В. Тюрін, Г. Гусєва, А. Цехмейструк, митці-члени Національної спілки художників України, народний художник України М. Чорний, В. Абрамов, Н. Багнюк, С. Білаш, М. Бондар, М. Бабій, І. Грищук, художник народно-ужиткового мистецтва Ю. Дяченко та багато інших.
У музеї брали участь у спільних та персональних виставках: народний художник України, академік А. Чебикін, народний художник України, професор В. Гурін, народний художник України М. Чорний, заслужений художник України професор М. Компанієць, заслужений художник України, професор О. Кожеков, заслужені художники України О. Сідоров, А. Сорока, М. Бережний та ряд інших провідних художників України, зарубіжжя і творча молодь, популяризації творчості якої надається особлива увага.
Музей відвідували видатні політичні діячі, серед яких Президент Польщі Лех Валенса, представники посольств, ділових кіл, культури і мистецтва Франції, Німеччини, Ізраїлю, Польщі, Угорщини, Іспанії, Румунії, Італії та інших країн.

## Мережеві посилання
- Вінницький обласний художній музей група
- Вінницький обласний художній музей сторінка
- Вінницький обласний художній музей на сторінці Вінницької обласної універсальної наукової бібліотеки імені К. А. Тімірязєва [Архівовано 6 грудня 2018 у Wayback Machine.]
- Вінницький обласний художній музей на who-is-who.com.ua
- Виставка вишиваних картин Галини Шепітко у Вінницькому художньому музеї[недоступне посилання з червня 2019]